# Fernando Novas
Pour les articles homonymes, voir Novas.
Fernando Emilio Novas est un paléontologue argentin. 

## Biographie
Il travaille pour le département d'anatomie comparée du Museo Argentino de Ciencias Naturales Bernardino Rivadavia de Buenos Aires.
Travaillant pour le Conseil national de la recherche scientifique et technique, il a décrit et co-décrit plusieurs dinosaures tels Abelisaurus, Aniksosaurus, Aragosaurus, Austrocheirus, Austroraptor, Bicentenaria, Megaraptor, Neuquenraptor, Orkoraptor, Patagonykus, Unenlagia, Araucanoraptor, Skorpiovenator, Tyrannotitan, Talenkauen et Puertasaurus. La plupart d'entre eux ont été retrouvés en Patagonie.

## Publications
- (en) Fernando E. Novas, The Age of Dinosaurs in South America, Indiana University Press, 2009, 452 p. (présentation en ligne)
- (es) Fernando E. Novas, Buenos Aires, un millón de años atrás, Siglo Veintiuno Editores, 2006, 269 p. (présentation en ligne)